# Ptujska Cesta
Ptujska Cesta este o localitate din comuna Gornja Radgona, Slovenia, cu o populație de 232 de locuitori.